# Jorge Baidek
Baidek, właśc. Jorge Baidek (ur. 16 kwietnia 1960 w Barão Otagipe) – piłkarz brazylijski, występujący podczas kariery na pozycji środkowego obrońcy.

## Kariera klubowa
Karierę piłkarską Baidek rozpoczął w klubie Grêmio Porto Alegre w 1980. W lidze brazylijskiej zadebiutował 29 stycznia 1984 w przegranym 2-0 meczu z Náutico Recife. Z Grêmio zdobył Copa Libertadores 1983 (Baidek wystąpił w obu meczach finałowych z Peñarolem), Puchar Interkontynentalny w 1983 (Baidek wystąpił w meczu z HSV) oraz trzykrotnie mistrzostwo stanu Rio Grande do Sul – Campeonato Gaúcho w 1985, 1986 i 1987.
W barwach Grêmio 4 lutego 1987 w zremisowanym 1-1 meczu z Corinthians Paulista Baidek wystąpił po raz ostatni w lidze brazylijskiej. Ogółem w latach 1984–1987 wystąpił w lidze w 71 meczach. W latach 1987–1990 występował w Portugalii w CF Os Belenenses. Po powrocie do Brazylii Baidek występował ponownie w Grêmio. Karierę zakończył w Rio Branco FC w 1998.

## Kariera reprezentacyjna
Jedyny raz w reprezentacji Brazylii Baidek wystąpił 21 czerwca 1984 w wygranym 1-0 towarzyskim meczu z reprezentacją Urugwaju.